# فهرست دانشگاه‌های افغانستان
در افغانستان ۱۶۵ نهاد تحصیلات عالی از طرف وزارت تحصیلات عالی کشور به رسمیت شناخته شده و فعالیت دارند که ۳۹ نهاد آن مربوط به دولت افغانستان و ۱۲۶ نهاد، غیردولتی می‌باشند.

## دانشگاه‌های دولتی
۳۹ نهاد تحصیلی عالی مربوط به دولت در افغانستان فعالیت دارند:
| نام دانشگاه           | شهر       | سال تأسیس | تعداد دانشکده | نشانی وبگاه                                             |
| --------------------- | --------- | --------- | ------------- | ------------------------------------------------------- |
| ابوعلی ابن سینا       | کابل      | ۱۳۱۱      | ۴             | وبگاه                                                   |
| دانشگاه ارزگان        | ترین‌کوت   | ۱۳۹۱      | ۲             | وبگاه                                                   |
| دانشگاه بادغیس        | قلعه‌نو    | ۱۳۸۹      | ۴             | وبگاه                                                   |
| دانشگاه بامیان        | بامیان    | ۱۳۷۳      | ۸             | وبگاه                                                   |
| دانشگاه بدخشان        | فیض‌آباد   | ۱۳۷۷      | ۹             | وبگاه                                                   |
| دانشگاه بغلان         | پلخمری    | ۱۳۷۱      | ۷             | وبگاه                                                   |
| دانشگاه بلخ           | مزارشریف  | ۱۳۶۶      | ۱۱            | وبگاه                                                   |
| دانشگاه پروان         | چاریکار   | ۱۳۴۰      | ۱۰            | وبگاه                                                   |
| دانشگاه پکتیا         | گردیز     | ۱۳۸۳      | ۸             | وبگاه بایگانی‌شده در ۲۳ ژانویه ۲۰۱۵ توسط Wayback Machine |
| دانشگاه پلی‌تکنیک کابل | کابل      | ۱۳۴۲      | ۲۰            | وبگاه                                                   |
| دانشگاه پنجشیر        | بازارک    | ۱۳۹۰      | ۳             | وبگاه                                                   |
| دانشگاه تخار          | تالقان    | ۱۳۷۷      | ۸             | وبگاه                                                   |
| دانشگاه جوزجان        | شبرغان    | ۱۳۷۳      | ۷             | وبگاه                                                   |
| دانشگاه خوست          | خوست      | ۱۳۷۸      | ۷             | وبگاه                                                   |
| دانشگاه سمنگان        | ایبک      | ۱۳۸۷      | ۳             | [وبگاه]                                                 |
| دانشگاه کنر           | اسعدآباد  | ۱۳۸۱      | ۳             | [وبگاه]                                                 |
| دانشگاه غزنی          | غزنی      | ۱۳۸۷      | ۵             | وبگاه                                                   |
| دانشگاه غور           | فیروزگوه  | ۱۳۹۱      | ۳             | [وبگاه]                                                 |
| دانشگاه فاریاب        | میمنه     | ۱۳۵۶      | ۵             | وبگاه                                                   |
| دانشگاه فراه          | فراه      |           |               | [وبگاه]                                                 |
| دانشگاه قندوز         | قندوز     | ۱۳۴۶      | ۶             | وبگاه بایگانی‌شده در ۱ مه ۲۰۱۵ توسط Wayback Machine      |
| دانشگاه قندهار        | قندهار    | ۱۳۶۹      | ۱۰            | وبگاه                                                   |
| دانشگاه کابل          | کابل      | ۱۳۱۱      | ۱۶            | وبگاه                                                   |
| دانشگاه کاپیسا        | محمودراقی | ۱۳۷۷      | ۹             | وبگاه                                                   |
| دانشگاه لغمان         | لغمان     |           | ۵             | [وبگاه]                                                 |
| دانشگاه ننگرهار       | جلال‌آباد  | ۱۳۴۱      |               | وبگاه                                                   |
| دانشگاه نیمروز        | زرنج      | ۱۳۹۵      | ۲             | [وبگاه]                                                 |
| دانشگاه هرات          | هرات      | ۱۳۶۷      | ۱۵            | وبگاه                                                   |
| دانشگاه هلمند         | لشکرگاه   |           |               | [وبگاه]                                                 |

- دانشگاه تخنیکی انجنیری غزنی
- دانشگاه ملی علوم تکنالوژی و زراعتی افغانستان (قندهار)
- مؤسسه تحصیلات عالی پکتیکا
- مؤسسه تحصیلات عالی دایکندی
- مؤسسه تحصیلات عالی سرپل
- مؤسسه تحصیلات عالی لوگر
- مؤسسه تحصیلات عالی میدان وردک
- مؤسسه تحصیلات عالی میرویس خان نیکه (زابل)
- مؤسسه تحصیلات عالی نورستان[۱]

## دانشگاه‌های غیردولتی
در افغانستان ۱۲۶ نهاد تحصیلی عالی غیردولتی از طرف وزارت تحصیلات عالی این کشور جواز فعالیت دریافت کرده‌اند:

## ولایت/استان کابل
در شهر کابل ۶۸ نهاد تحصیلی عالی غیردولتی فعالیت دارند که از آن‌جمله ۶۱ نهاد در کابل مرکزیت داشته و ۷ نهاد دیگر دراصل در شهر کابل شاخه دارند و مرکزیت‌شان یا بیرون از کابل در استان‌های افغانستان وجود دارد (مانند: مؤسسه تحصیلات عالی آریانا، مؤسسه تحصیلات عالی سپین غَر و دانشگاه غالب) یا هم بیرون از افغانستان مرکزیت دارند (مانند: دانشگاه آمریکایی افغانستان، دانشگاه آزاد اسلامی، مؤسسه تحصیلات عالی پیام نور، مؤسسه تحصیلات عالی جامعه المصطفی و مؤسسه تحصیلات عالی اهل‌بیت).
چیدمان نهادهای تحصیلی عالی خصوصی کابل براساس حرف‌های الفبا
آ
- مؤسسه تحصیلات عالی آریانا – شاخه کابل[۲]
- دانشگاه آزاد اسلامی – شاخه کابل
- مؤسسه تحصیلات عالی آشنا

الف
- مؤسسه تحصیلات عالی ابن خلدون
- دانشگاه ابن سینا
- مؤسسه تحصیلات عالی ابوریحان
- مؤسسه تحصیلات عالی ادراک
- مؤسسه تحصیلات عالی ازهر
- مؤسسه تحصیلات عالی استقامت
- مؤسسه تحصیلات عالی استقلال
- مؤسسه تحصیلات عالی افغان
- مؤسسه تحصیلات عالی افغان پامیر
- مؤسسه تحصیلات عالی افغانستان
- مؤسسه تحصیلات عالی افغان سویس
- دانشگاه آمریکایی افغانستان
- مؤسسه تحصیلات عالی اهل‌بیت – شاخه کابل

ب
- دانشگاه باختر
- مؤسسه تحصیلات عالی بایزید روشان
- مؤسسه تحصیلات عالی بیان

پ
- مؤسسه تحصیلات عالی پیام
- مؤسسه تحصیلات عالی پیام نور – شاخه کابل
- مؤسسه تحصیلات عالی پیشگام

ت
- مؤسسه تحصیلات عالی تابش

ج
- مؤسسه تحصیلات عالی جامعه المصطفی – شاخه کابل
- مؤسسه تحصیلات عالی جهان
- مؤسسه تحصیلات عالی جهان نور

چ
- مؤسسه تحصیلات عالی چراغ

خ
- دانشگاه خاتم النبیین
- مؤسسه تحصیلات عالی خانه نور
- مؤسسه تحصیلات عالی خورشید

د
- دانشگاه دعوت
- دانشگاه دنیا

ر
- دانشگاه رابعه بلخی
- مؤسسه تحصیلات عالی رازی
- دانشگاه رنا
- مؤسسه تحصیلات عالی راه ابریشم

ز
- مؤسسه تحصیلات عالی زاول
- مؤسسه تحصیلات عالی زنان افغان (مورا)

س
- مؤسسه تحصیلات عالی سپین غر – شاخه کابل
- دانشگاه سلام
- مؤسسه تحصیلات عالی سید جمال‌الدین افغان

ش
- مؤسسه تحصیلات عالی شرق
- مؤسسه تحصیلات عالی شفا

ص
- مؤسسه تحصیلات عالی صابر

ط
- مؤسسه تحصیلات عالی طلوع آفتاب
- انستیتوت علوم صحی طلوع سعادت[۳]
- مؤسسه تعلیمات تخنیکی و مسلکی طلوع سعادت[۴]

ع
- مؤسسه تحصیلات عالی عروج
- مؤسسه تحصیلات عالی علامه

غ
- مؤسسه تحصیلات عالی غازی امان‌الله خان
- دانشگاه غالب – شاخه کابل[۲]
- دانشگاه غرجستان

ف
- مؤسسه تحصیلات عالی فانوس

ق
- مؤسسه تحصیلات عالی قلم

ک
- مؤسسه تحصیلات عالی کابورا
- دانشگاه کاتب
- دانشگاه کاردان
- دانشگاه کاروان

گ
- دانشگاه گوهرشاد

م
- دانشگاه مریم
- مؤسسه تحصیلات عالی مستقبل
- دانشگاه مشعل
- مؤسسه تحصیلات عالی ملی
- مؤسسه تحصیلات عالی میوند
- مؤسسه تحصیلات عالی میهن

ن
- مؤسسه تحصیلات عالی نعمان سادات
- مؤسسه تحصیلات عالی نورین
- مؤسسه تحصیلات عالی نیستان

و
- مؤسسه تحصیلات عالی وزیر شاه‌ولی خان

ه
- مؤسسه تحصیلات عالی هیواد[۵]

## ولایت/استان بلخ
در استان بلخ، شهر مزارشریف، ۱۱ نهاد تحصیلی عالی خصوصی فعالیت دارند:
- دانشگاه آریا
- مؤسسه تحصیلات عالی ابن سینا – شاخه بلخ[۲]
- مؤسسه تحصیلات عالی البرز
- مؤسسه تحصیلات عالی تاج
- مؤسسه تحصیلات عالی ترکستان
- مؤسسه تحصیلات عالی راه سعادت
- دانشگاه رهنورد
- مؤسسه تحصیلات عالی سادات
- مؤسسه تحصیلات عالی کاوون
- دانشگاه مولانا جلال‌الدین بلخی
- مؤسسه تحصیلات عالی نخبگان

## ولایت/استان هرات
در استان هرات، شهر هرات، بیشتر از ۹ نهاد تحصیلی عالی خصوصی فعالیت دارند:
- مؤسسه تحصیلات عالی آسیا
- مؤسسه تحصیلات عالی اشراق
- مؤسسه تحصیلات عالی الغیاث
- دانشگاه جامی
- مؤسسه تحصیلات عالی خواجه عبدالله انصاری
- دانشگاه غالب
- مؤسسه تحصیلات عالی کهکشان شرق
- مؤسسه تحصیلات عالی هریوا[۶]
- انستیتوت علوم صحی طلوع سعادت[۷]
- مؤسسه تعلیمات تخنیکی و مسلکی طلوع سعادت[۴]

## ولایت/استان قندوز
در استان قندوز، شهر قندوز، ۷ نهاد تحصیلی عالی خصوصی فعالیت دارند:
- مؤسسه تحصیلات عالی امام محمد شیبانی
- مؤسسه تحصیلات عالی سلام – شاخه قندز[۲]
- مؤسسه تحصیلات عالی شمال
- مؤسسه تحصیلات عالی شهید سید جان
- مؤسسه تحصیلات عالی شیرزی افغان
- مؤسسه تحصیلات عالی کهندژ
- مؤسسه تحصیلات عالی نمر

## ولایت/استان ننگرهار
در استان ننگرهار، شهر جلال‌آباد، ۶ نهاد تحصیلی عالی خصوصی فعالیت دارند:
- مؤسسه تحصیلات عالی آریانا
- مؤسسه تحصیلات عالی التقوا
- دانشگاه الفلاح
- دانشگاه خراسان
- مؤسسه تحصیلات عالی روشان
- مؤسسه تحصیلات عالی سپین غر

## ولایت/استان تخار
در استان تخار، شهر تالقان، ۴ نهاد تحصیلی عالی خصوصی فعالیت دارند:
- مؤسسه تحصیلات عالی پیمان
- مؤسسه تحصیلات عالی خانه دانش
- مؤسسه تحصیلات عالی راه سعادت – شاخه تخار[۲]
- مؤسسه تحصیلات عالی فجرستان

## ولایت/استان جوزجان
در استان جوزجان، شهر شبرغان، ۴ نهاد تحصیلی عالی خصوصی فعالیت دارند:
- مؤسسه تحصیلات عالی امیرعلی شیر نوایی
- مؤسسه تحصیلات عالی برلاس
- مؤسسه تحصیلات عالی طلوع سعادت (www.tsu.edu.af)
- مؤسسه تحصیلات عالی متانت

## ولایت/استان قندهار
در استان قندهار، شهر قندهار، ۴ نهاد تحصیلی عالی خصوصی فعالیت دارند:
- مؤسسه تحصیلات عالی بینوا
- مؤسسه تحصیلات عالی سبا
- مؤسسه تحصیلات عالی ملالی
- مؤسسه تحصیلات عالی میرویس نیکه

## ولایت/استان بغلان
در استان بغلان، شهر پلخمری، ۳ نهاد تحصیلی عالی خصوصی فعالیت دارند:
- دانشگاه حکیم سنایی
- مؤسسه تحصیلات عالی رویان
- مؤسسه تحصیلات عالی قدس

## ولایت/استان خوست
در استان خوست، شهر خوست، ۳ نهاد تحصیلی عالی خصوصی فعالیت دارند:
- مؤسسه تحصیلات عالی پامیر
- مؤسسه تحصیلات عالی احمدشاه ابدالی
- مؤسسه تحصیلات عالی دعوت – شاخه خوست[۲]

## ولایت/استان غزنی
در استان غزنی، شهر غزنی، ۳ نهاد تحصیلی عالی خصوصی فعالیت دارند:
- مؤسسه تحصیلات عالی خاتم النبیین – شاخه غزنی[۲]
- مؤسسه تحصیلات عالی سلطان محمود غزنوی
- مؤسسه تحصیلات عالی مسلم

## ولایت/استان هلمند
در استان هلمند، شهر لشکرگاه، ۳ نهاد تحصیلی عالی خصوصی فعالیت دارند:
- مؤسسه تحصیلات عالی اراکوزیا
- دانشگاه بُست
- مؤسسه تحصیلات عالی وادی هلمند

## ولایت/استان بادغیس
در استان بادغیس، شهر قلعه‌نو، ۲ نهاد تحصیلی عالی خصوصی فعالیت دارند:
- مؤسسه تحصیلات عالی حکمت
- مؤسسه تحصیلات عالی حنظله

## ولایت/استان فراه
در استان فراه، شهر فراه، ۲ نهاد تحصیلی عالی خصوصی فعالیت دارند:
- مؤسسه تحصیلات عالی ابونصر
- مؤسسه تحصیلات عالی غرجستان – شاخه فراه[۲]

## سایر ولایات/استان‌ها با یک نهاد تحصیلی عالی خصوصی
- مؤسسه تحصیلات عالی بامیکا (در بامیان)
- مؤسسه تحصیلات عالی برنا (در بدخشان)
- مؤسسه تحصیلات عالی دانش (در پروان)
- مؤسسه تحصیلات عالی زم زم (در پکتیا)
- مؤسسه تحصیلات عالی ناصر خسرو (در دایکندی)
- مؤسسه تحصیلات عالی مولانا جلال‌الدین بلخی – شاخه سمنگان[۲] (در سمنگان)
- مؤسسه تحصیلات عالی رشاد (در فاریاب)
- مؤسسه تحصیلات عالی تنویر (در کنر)
- مؤسسه تحصیلات عالی تابش - شاخه میدان وردک (در میدان وردک)
- مؤسسه تحصیلات عالی بارک (درنیمروز)